# Кино през 1992 година
Това е списък на събития, свързани със киното през 1992 година.

## Най-касовите филми
| №   | Заглавие                         | Филмово студио                                | Приходи      |
| --- | -------------------------------- | --------------------------------------------- | ------------ |
| 1.  | „Аладин“                         | Walt Disney Pictures                          | $504 050 219 |
| 2.  | „Бодигард“                       | Уорнър Брос                                   | $411 006 740 |
| 3.  | „Сам вкъщи 2: Изгубен в Ню Йорк“ | 20th Century Fox                              | $358 994 850 |
| 4.  | „Първичен инстинкт“              | TriStar Pictures / Carolco Pictures           | $352 927 224 |
| 5.  | „Смъртоносно оръжие 3“           | Уорнър Брос                                   | $321 731 527 |
| 6.  | „Батман се завръща“              | Уорнър Брос / PolyGram Filmed Entertainment   | $266 822 354 |
| 7.  | „Доблестни мъже“                 | Columbia Pictures / Castle Rock Entertainment | $243 240 178 |
| 8.  | „Систър акт“                     | Touchstone Pictures                           | $231 605 150 |
| 9.  | „Дракула“                        | Columbia Pictures                             | $215 862 692 |
| 10. | „Светът на Уейн“                 | Парамаунт Пикчърс                             | $183 097 323 |

## Награди
| Категория           | 50-и награди Златен глобус 23 януари 1993 | 50-и награди Златен глобус 23 януари 1993 | 46-и награди на БАФТА 19 февруари 1993 | 65-и награди Оскар 29 март 1993              |
| Категория           | Драма                                     | Мюзикъл или комедия                       | 46-и награди на БАФТА 19 февруари 1993 | 65-и награди Оскар 29 март 1993              |
| ------------------- | ----------------------------------------- | ----------------------------------------- | -------------------------------------- | -------------------------------------------- |
| Филм                | „Усещане за жена“                         | „Играчът“                                 | „Имението „Хауърдс Енд““               | „Непростимо“                                 |
| Актьор              | Ал Пачино „Усещане за жена“               | Тим Робинс „Играчът“                      | Робърт Дауни Джуниър „Чаплин“          | Ал Пачино „Усещане за жена“                  |
| Актриса             | Ема Томпсън „Имението „Хауърдс Енд““      | Миранда Ричардсън „Вълшебният април“      | Ема Томпсън „Имението „Хауърдс Енд““   | Ема Томпсън „Имението „Хауърдс Енд““         |
| Режисьор            | Клинт Истууд „Непростимо“                 | Клинт Истууд „Непростимо“                 | Робърт Олтмън „Играчът“                | Клинт Истууд „Непростимо“                    |
| Поддържащ актьор    | Джийн Хекман „Непростимо“                 | Джийн Хекман „Непростимо“                 | Джийн Хекман „Непростимо“              | Джийн Хекман „Непростимо“                    |
| Поддържаща актриса  | Джоан Плоурайт „Вълшебният април“         | Джоан Плоурайт „Вълшебният април“         | Миранда Ричардсън „Вреда“              | Мариса Томей „Братовчед ми Вини“             |
| Адаптиран сценарий  | „Усещане за жена“ Бо Голдман              | „Усещане за жена“ Бо Голдман              | „Играчът“ Майкъл Толкин                | „Имението „Хауърдс Енд““ Рут Прауър Джабвала |
| Оригинален сценарий | „Усещане за жена“ Бо Голдман              | „Усещане за жена“ Бо Голдман              | „Съпрузи и съпруги“ Уди Алън           | „Играчка-плачка“ Нийл Джордан                |
| Чуждестранен филм   | „Индокитай“                               | „Индокитай“                               | „Вдигнете червените фенери“            | „Индокитай“                                  |

## Премиери на български филми
| Дата         | Заглавие            | Режисьор          |
| ------------ | ------------------- | ----------------- |
| 10 февруари  | „Живот на колела“   | Владимир Лекарски |
| 6 април      | „Лошо момче“        | Георги Попвасилев |
| 1 май        | „Куршум за рая“     | Сергей Комитски   |
| 10 юни       | „Аритмия“           | Иван Балевски     |
| 18 септември | „Вампири, таласъми“ | Иван Андонов      |

## Родени
- 19 януари – Лоуган Лърман
- 11 февруари – Тейлър Лаутнър
- 14 февруари – Фреди Хаймор
- 13 март – Кая Скоделарио
- 22 юли – Селена Гомес
- 4 август – Коул и Дилън Спраус
- 20 август – Деми Ловато
- 16 септември – Ник Джонас
- 12 октомври – Джош Хъчърсън
- 23 ноември – Майли Сайръс
- 18 декември – Бриджит Мендлър

## Починали
- 11 март – Ричард Брукс
- 20 април – Бени Хил
- 6 май – Марлене Дитрих
- 18 август – Джон Стърджис
- 12 септември – Антъни Пъркинс
- 6 октомври – Денъм Елиът
- 16 октомври – Шърли Бут

## Дебюти
Следните личности дебютират в киното:
- Дейвид Аркет в „Where the Day Takes You“
- Джак Блек в „Bob Roberts“
- Джоузеф Гордън-Левит в „Бетовен“
- Маги Джилънхол в „Waterland“
- Ашли Джъд в „Kuffs“
- Омар Епс в „Juice“
- Стийв Зан в „Rain Without Thunder“
- Тони Колет в „Spotswood“
- Даниел Крейг в „The Power of One“
- Пенелопе Крус в „Jamón, Jamón“
- Лора Лини в „Lorenzo's Oil“
- Майк Майърс в „Светът на Уейн“
- Гари Сънийс в „A Midnight Clear“
- Уил Смит в „Where the Day Takes You“
- Хилари Суонк в „Бъфи, убийцата на вампири“
- Джийн Трипълхорн в „Първичен инстинкт“
- Робин Тъни в „Кроманьонецът“
- Ралф Файнс в „Брулени хълмове“
- Клеър Форлани в „Gypsy Eyes“
- Джейми Фокс в „Играчки“
- Лина Хийди в „Waterland“
- Дженифър Лав Хюит в „Мунчи“
- Уитни Хюстън в „Бодигард“
- Фамке Янсен в „Fathers & Sons“